# 蓋基冰原島峰
80°24′S 25°52′W / 80.400°S 25.867°W
蓋基冰原島峰（英語：Geikie Nunatak），是南極洲的冰原島峰，位於科茨地，處於阿布薩龍山以西6公里，屬於沙克爾頓山脈中赫伯特山脈的一部分，在1967年由美國海軍拍攝空中照片，現時由南極條約體系管理。